# Léon d'Ursel
Jean Charles Marie Léon d'Ursel (Hingene, 4 oktober 1805 - Brussel, 7 maart 1878) was een Belgisch politicus voor de Katholieke Partij.

## Levensloop
Léon d'Ursel was de oudste zoon van hertog Karel d'Ursel (1777-1860) en van Louise Ferrero-Fieschi de Masserano (1779-1847). Hij trouwde met Sophie d'Harcourt (1812-1842) en in tweede huwelijk met Henriette d'Harcourt (1828-1904). Uit het eerste huwelijk had hij twee kinderen, uit het tweede zeven, onder wie Senaatsvoorzitter Joseph d'Ursel. In 1860 erfde hij de titel van hertog van zijn vader. 
Hij was burgemeester van Hingene van 1860 tot 1878. In 1862 werd hij verkozen tot katholiek senator voor het arrondissement Mechelen en oefende dit mandaat uit tot aan zijn dood. Hij werd opgevolgd door zijn broer Ludovic-Marie d'Ursel als senator en door zijn zoon Joseph als burgemeester.